# Gisa Radicchi Levi
Gisa Radicchi Levi (Torino, 2 marzo 1905 – Roma, 22 agosto 1985) è stata una montatrice italiana.

## Biografia
Comincia a lavorare nella sua città natale, presso gli studi Fert, dove diventa poi responsabile del reparto negativi.
Benché limitata dalle restrizioni dettate dalle leggi razziali a causa delle sue origini ebraiche, è attiva come montatrice dalla fine degli anni trenta, a volte senza poter firmare il suo lavoro, collaborando con Gennaro Righelli, Mario Bonnard, Alberto Lattuada, Mario Soldati, Alessandro Blasetti e Pietro Germi (sul suo film d'esordio Il testimone, 1945).
In seguito si trasferisce a Roma, lavorando negli stabilimenti della Cines e gli studi di Cinecittà. Dagli anni cinquanta è la montatrice di una lunga serie di film di Totò, in particolare quelli firmati da Camillo Mastrocinque (Siamo uomini o caporali, 1955; Totò, Peppino e la... malafemmina, 1956) e Mario Mattoli (Totò, Fabrizi e i giovani d'oggi, 1960). Collabora anche con Eduardo De Filippo e Steno.
Negli anni sessanta collabora con alcuni registi della commedia all'italiana, fra cui Luciano Salce, Lucio Fulci, Castellano e Pipolo, Dino Risi.

## Filmografia
- La voce senza volto, regia di Gennaro Righelli (1939)
- Frenesia, regia di Mario Bonnard (1939)
- Forse eri tu l'amore, regia di Gennaro Righelli (1940)
- Manovre d'amore, regia di Gennaro Righelli (1940)
- Piccolo alpino, regia di Oreste Biancoli (1940)
- Piccolo mondo antico, regia di Mario Soldati (1941)
- Sancta Maria, regia di Pier Luigi Faraldo e Edgar Neville (1941)
- Il sogno di tutti, regia di Oreste Biancoli e László Kish (1941)
- Il vetturale del San Gottardo, regia di Hans Hinrich e Ivo Illuminati (1941)
- Malombra, regia di Mario Soldati (1942)
- Quattro ragazze sognano, regia di Guglielmo Giannini (1943)
- Il campione, regia di Carlo Borghesio (1943)
- Rita da Cascia, regia di Antonio Leonviola (1943)
- Silenzio, si gira!, regia di Carlo Campogalliani (1943)
- La storia di una capinera, regia di Gennaro Righelli (1943)
- Tre ragazze cercano marito, regia di Duilio Coletti (1944)
- Zazà, regia di Renato Castellani (1944)
- La freccia nel fianco, regia di Alberto Lattuada (1945)
- Le miserie del signor Travet, regia di Mario Soldati (1945)
- Quartieri alti, regia di Mario Soldati (1945)
- Un giorno nella vita, regia di Alessandro Blasetti (1946)
- Il testimone, regia di Pietro Germi (1946)
- Cronaca nera, regia di Giorgio Bianchi (1947)
- Filumena Marturano, regia di Eduardo De Filippo (1951)
- Marito e moglie, regia di Eduardo De Filippo (1952)
- I sette peccati capitali, regia di Eduardo De Filippo, episodio Avarizia ed ira (1952)
- Totò e le donne, regia di Mario Monicelli e Steno (1952)
- I sette dell'Orsa maggiore, regia di Duilio Coletti (1953)
- L'uomo, la bestia e la virtù, regia di Steno (1953)
- Il paese dei campanelli, regia di Jean Boyer (1954)
- Questi fantasmi, regia di Eduardo De Filippo (1954)
- La bella mugnaia, regia di Mario Camerini (1955)
- Il coraggio, regia di Domenico Paolella (1955)
- Destinazione Piovarolo, regia di Domenico Paolella (1955)
- Siamo uomini o caporali, regia di Camillo Mastrocinque (1955)
- Totò all'inferno, regia di Camillo Mastrocinque (1955)
- La banda degli onesti, regia di Camillo Mastrocinque (1956)
- Totò, Peppino e i fuorilegge, regia di Camillo Mastrocinque (1956)
- Totò, Peppino e la... malafemmina, regia di Camillo Mastrocinque (1956)
- Amanti senza peccato, regia di Mario Baffico (1957)
- Io, Caterina, regia di Oreste Palella (1957)
- Malafemmena, regia di Armando Fizzarotti (1957)
- Peppino, le modelle e... "chella llà", regia di Mario Mattoli (1957)
- Guardia, ladro e cameriera, regia di Steno (1958)
- Non sono più guaglione, regia di Domenico Paolella (1958)
- Totò, Peppino e le fanatiche, regia di Mario Mattoli (1958)
- L'uomo dai calzoni corti, regia di Glauco Pellegrini (1958)
- Guardatele ma non toccatele, regia di Mario Mattoli (1959)
- Tipi da spiaggia, regia di Mario Mattoli (1959)
- Il nemico di mia moglie, regia di Gianni Puccini (1959)
- Nel blu dipinto di blu, regia di Piero Tellini (1959)
- Signori si nasce, regia di Mario Mattoli (1960)
- Totò, Fabrizi e i giovani d'oggi, regia di Mario Mattoli (1960)
- Sua Eccellenza si fermò a mangiare, regia di Mario Mattoli (1961)
- Totòtruffa '62, regia di Camillo Mastrocinque (1961)
- Diciottenni al sole, regia di Camillo Mastrocinque (1962)
- La voglia matta, regia di Luciano Salce (1962)
- Gli imbroglioni, regia di Lucio Fulci (1963)
- Extraconiugale, regia di Massimo Franciosa, Mino Guerrini e Giuliano Montaldo (1964)
- I marziani hanno 12 mani, regia di Castellano e Pipolo (1964)
- Il giovedì, regia di Dino Risi (1964)
- The Bounty Killer, regia di Eugenio Martín (1966)
- Te lo leggo negli occhi, regia di Camillo Mastrocinque (1966)
- Un angelo per Satana, regia di Camillo Mastrocinque (1966)
- Muori lentamente... te la godi di più (Mister Dynamit - morgen küßt Euch der Tod), regia di Franz Josef Gottlieb (1967)
- La traviata, regia di Mario Lanfranchi (1968)